# Les Parents les plus stricts du monde
Les Parents les plus stricts du monde est une émission française de téléréalité adaptée de l'émission britannique The World's Strictest Parents et diffusée sur M6 en 2010.
Des adolescents qui ont du mal à vivre avec leurs parents vont dans des familles à l'autre bout du monde. Les parents de l'autre famille les aident à mieux vivre et aimer le goût de la vie et de penser aussi aux choses positives. L'émission a été tournée en République démocratique du Congo, à Madagascar, au Canada, au Liban, à l'île Maurice et en Tunisie.

## Audiences
| Épisode                                                                          | Chaîne | Date de diffusion                | Audiences (en téléspectateurs) | Part d'audiences globales (M = Moyenne de la soirée) |
| -------------------------------------------------------------------------------- | ------ | -------------------------------- | ------------------------------ | ---------------------------------------------------- |
| 1 - Guillaume et Monica chez Patricia et Joseph au Liban                         | M6     | Mardi 16 février 2010 à 20h50    | 3 300 000                      | 13 %                                                 |
| 2 - Loïc et Sofia chez Michèle et Pierre au Canada                               | M6     | Mardi 16 février 2010 à 22h00    | 3 000 000                      | 15,1 %                                               |
| 3 - Marie et Mickaël chez Niarintsoa et Mamy à Madagascar                        | M6     | Mardi 10 mars 2010 à 20h45       | 2 900 000                      | 11,7 %                                               |
| 4- Solène et Adrien chez Espérance et Robert en République démocratique du Congo | M6     | Mardi 10 mars 2010 à 22h00       | 3 100 000                      | 18,8 %                                               |
| 5 - Cédric et Alexis chez Shirley et Sylvain à l'île Maurice                     | M6     | Mercredi 15 septembre 2010 22:30 | 900 000                        | 7 %                                                  |
| 6 - Romain et Noémie chez Sabrine et Khomsi en Tunisie                           | M6     | Mercredi 20 octobre 2010 22:20   | 1 900 000                      | 14 %                                                 |